# ILiteratura.cz
iLiteratura.cz je nezávislý a neziskový internetový časopis, který funguje od roku 2002. Česká a zahraniční literatura je na portálu představována z různých úhlů: se zaměřením na konkrétní díla, autory nebo žánry, s možností výběru literatury podle jazyků, s důrazem na originální nebo překladovou verzi daného díla. O jednotlivých o knihách vycházejí anotace, recenze, kritiky, rozbory, doslovy a ukázky; o spisovatelích portréty, studie a rozhovory. Dále portál publikuje obecné články o literatuře: přehledy, aktuality a komentáře. iLiteratura.cz pojednává také o různých žánrech: kromě beletrie má zvláštní rubriky pro dětskou literaturu, non fiction, relax, komiks a film či komparatistiku (srovnávací literatura). Samostatná sekce se věnuje problematice překladu.

## Historie
Zakladatelkou a šéfredaktorkou portálu je překladatelka z francouzštiny Jovanka Šotolová. Portál byl původně zaměřen na francouzskou literaturu, k francouzské sekci se postupně přidávaly další jazykové sekce, v roce 2008 přibyla ještě dětská literatura a roku 2009 sekce non-fiction a sekce srovnávací literatury, roku 2010 zásluhou Pavla Mandyse přibyla sekce relax. Redaktory jsou vedle J. Šotolové Jan M. Heller (zástupce šéfredaktorky), Pavel Mandys, který do iLiteratury přešel z časopisu Týden, Kateřina Středová - česká sekce a východoevropské literatury, Barbora Grečnerová - severské literatury, Johana Horálková - anglicky psaná literatura, Tadeáš Dohňanský - polská sekce, Nikola Sedloňová - jihoslovanské literatury a slovenská sekce, Jitka Nešporová - germánská sekce nebo Jan Lukavec - non fiction. Ke spolupracovníkům patřili například Tomáš Dimter, Barbora Gregorová, Petr Kučera nebo Libuše Bělunková, seznam všech redaktorů zde. Roku 2009 byla iLiteratura.cz také zařazena do projektu Národní knihovny webarchiv.cz, kde jsou shromažďovány kvalitní webové stránky za účelem jejich dlouhodobého uchování. V dubnu 2010 byl portál nucen přechodně zpoplatnit přístup na své stránky. Dne 19. 11. 2010 byly spuštěny nové webové stránky s pestřejším designem a bohatší strukturou, přidána byla i audiovizuální sekce.
V roce 2016 byla spuštěna mobilní aplikace iLiteratura, která je zdarma ke stažení v App Store a na Google Play. Umožňuje snadný přístup ke všem informacím publikovaným na webových stránkách a je obohacena o další funkcionality jako automatické vyhledání článků ke hledané knize po nascanování čárového kódu fotoaparátem chytrého telefonu, zasílání notifikací atp. Vývoj aplikace finančně podpořil Státní fond kultury ČR.
V říjnu 2022 začala redakce zveřejňovat vlastní podcast s názvem iLiPodcast. Každý díl připravuje jeden z redaktorů na zcela odlišné téma. Úvodní díly se věnovaly filozofii pro děti (Jitka Nešporová), vzestupu romského písemnictví (Marie Voslářová), "literatuře, která ubližuje", tedy hlavně knize Svolení Vanessy Springory (Jovanka Šotolová), tchajwanské literatuře (Barbora Grečnerová) a hledání společné evropské identity formou příběhů (Jan Lukavec). Podcast vzniká s podporou Fondů EHP a Norska, Program Kultura.

## Cíle a popis projektu
Cíli projektu je pěstovat multikulturní zaměření – soustavně sledovat dění na zahraničních literárních scénách ve více než třiceti „literaturách“ z celého světa (unikum mezi českými kulturními periodiky); vyhledávat a doporučovat kvalitní zahraniční knihy a zajímavé autory, které čeští čtenáři dosud neznají (rešerše, analýzy, soustavné sledování zahraničního kulturního tisku); udržovat tradici kvalitního, zasvěceného, pluralitního a přitom přístupného, žánrově pestrého psaní o literatuře, které není závislé na inzerci; sledovat a reflektovat domácí knižní produkci – o zajímavých knihách nabízet kromě anotace či recenze i další materiály; věnovat pozornost rovněž ohlasu české literatury v zahraničí (překlady českých knih, kritické ohlasy); zaměřovat se také na kritiku českých překladů cizojazyčné beletrie a popularizaci této problematiky; reflektovat a glosovat širší souvislosti literární scény jako je kulturní politika, vydávání knih, honoráře, cena knihy, recepce literatury, literární ceny – z hlediska nakladatele, překladatele, autora, komentovat specifiku této oblasti v jednotlivých zemích; informovat o konkrétních akcích literárního života v ČR (autorská čtení, výstavy, autogramiády).
Odbornost jednotlivých sekcí zajišťují redaktoři, vždy odborníci na danou jazykovou oblast a literaturu (pojetí do jisté míry kopírující stavbu redakce nakladatelství SNKLHU-Odeon), kteří ručí za obsahovou náplň svých rubrik a dbají na jejich pravidelnou aktualizaci. Portál je otevřený a přístupný širokému publiku, zajímajícímu se o literaturu. Nabízí každodenně publikované, aktuální články, disponuje bohatým archivem přesahujícím na konci roku 2011 8 000 textů sloužícím jako hodnotný zdroj informací. Návštěvnost stránek dosahuje přes 2000 unikátních přístupů za jediný den. Portál se podílí na řadě literárních akcí v rámci dramaturgické, odborné či mediální spolupráce (jako knihotoč.cz). Jako jediný z českých literárních projektů se iLiteratura.cz soustavně věnuje literaturám mnoha jazykových oblastí – proto získává subvence různých zahraničních zastupitelských orgánů. Portál mimo jiné spolupracuje s Italským institutem, Velvyslanectvím Nizozemského království v Praze, Velvyslanectví Norského království nebo Polským institutem v Praze.

### Další
- rozhovor s Jovankou Šotolovou a Janem Lukavcem v pořadu Liberatura na Radiu Wave
- J. Topol: Tak nám zařízli iLiteraturu
- Lidové noviny: Rozhovor s Jovankou Šotolovou[nedostupný zdroj]
- Český rozhlas 3 - Vltava: Nový web časopisu iLiteratura
- Česká televize : 10 let existence iliteratura.cz